# Fabrizio Serbelloni
Fabrizio Serbelloni, anche Sorbelloni (Milano, 4 novembre 1695 – Roma, 7 dicembre 1775), è stato un cardinale e arcivescovo cattolico italiano.

## Biografia

### Infanzia ed educazione

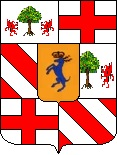
Stemma della famiglia Serbelloni

Di nobile famiglia milanese, Fabrizio Serbelloni era il figlio sestogenito di Giovanni Serbelloni, II duca di San Gabrio e Grande di Spagna, e di sua moglie Maria Giulia Trotti Bentivoglio, dei marchesi di Incisa. Sue sorelle e fratelli erano Costanza, Luigia, Gabrio, Giovanni Battista e Galeazzo.
Fabrizio venne inizialmente istruito da precettori privati nel palazzo paterno a Milano e successivamente inviato a Roma al Collegio Clementino. Il 19 luglio 1718 conseguì la laurea in utroque iure presso l'Università di Pavia.

### Carriera ecclesiastica

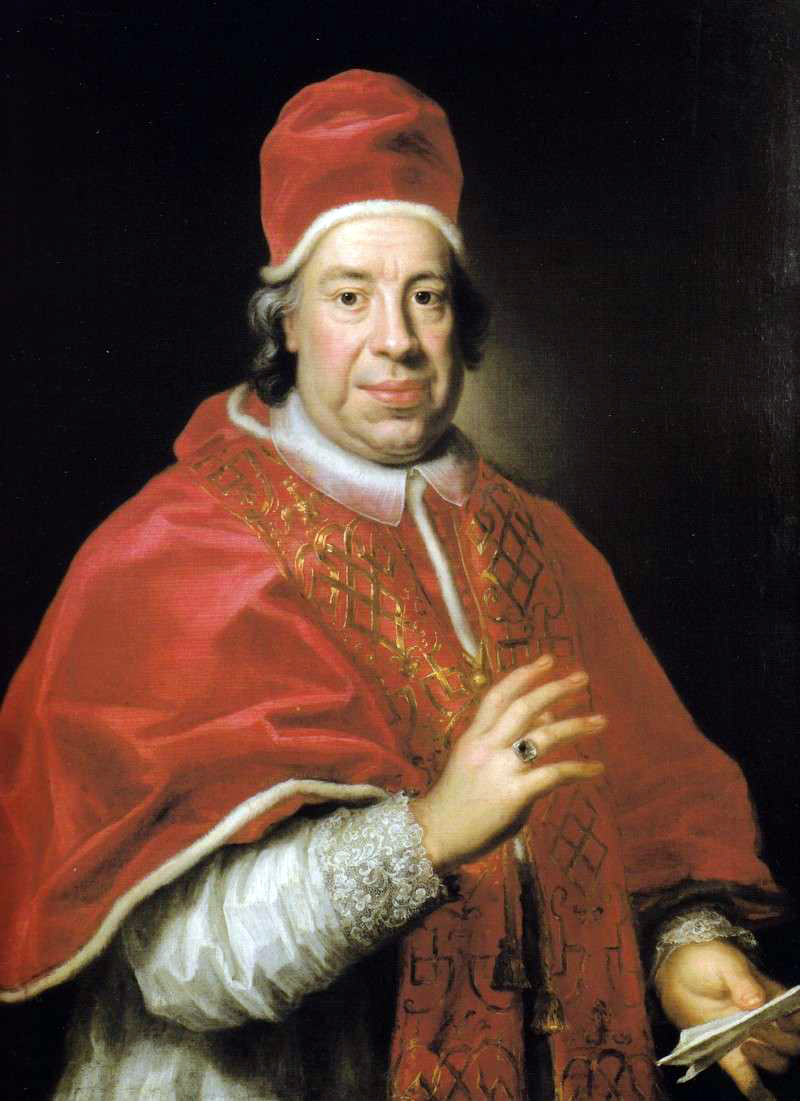
Papa Innocenzo XIII

Nel 1719, durante il pontificato di Innocenzo XIII entrò nella Curia romana come prelato domestico di Sua Santità e venne nominato già dal 27 agosto 1721 alla carica di Referendario per il tribunale della Segnatura Apostolica. Vice legato a Ferrara nel 1722, occupò tale carica per sette anni consecutivi. Nel 1726 fu nominato di inquisitore generale a Malta. Per il suo temperamento orgoglioso, si attirò le antipatie di un gruppo di cavalieri di Malta, che lo precipitarono in un burrone con l'intento di ucciderlo. Scampato miracolosamente all'attentato, il Serbelloni venne richiamato a Roma per la sua incolumità e nel 1730 divenne governatore di Loreto e Recanati, rimanendo impiegato come consigliere per la congregazione dell'inquisizione.
Dopo aver ricevuto gli ordini minori il 22 giugno 1731, il suddiaconato il 24 giugno e il diaconato il 29 giugno, venne ordinato sacerdote il 1º luglio 1731 e il 6 agosto dello stesso anno fu nominato arcivescovo titolare di Patrasso. Il 1º settembre 1731 gli venne concesso l'incarico di nunzio apostolico presso il Granducato di Toscana e dal 9 dicembre di quello stesso anno divenne assistente al Soglio Pontificio. Fabrizio Serbelloni intraprese così una florida carriera diplomatica che lo portò a divenire nunzio a Colonia dal 5 febbraio 1734 sino all'8 agosto 1738 quando venne nominato nunzio apostolico in Polonia. Venne infine nominato al prestigioso incarico di nunzio apostolico in Austria il 1º marzo 1746.

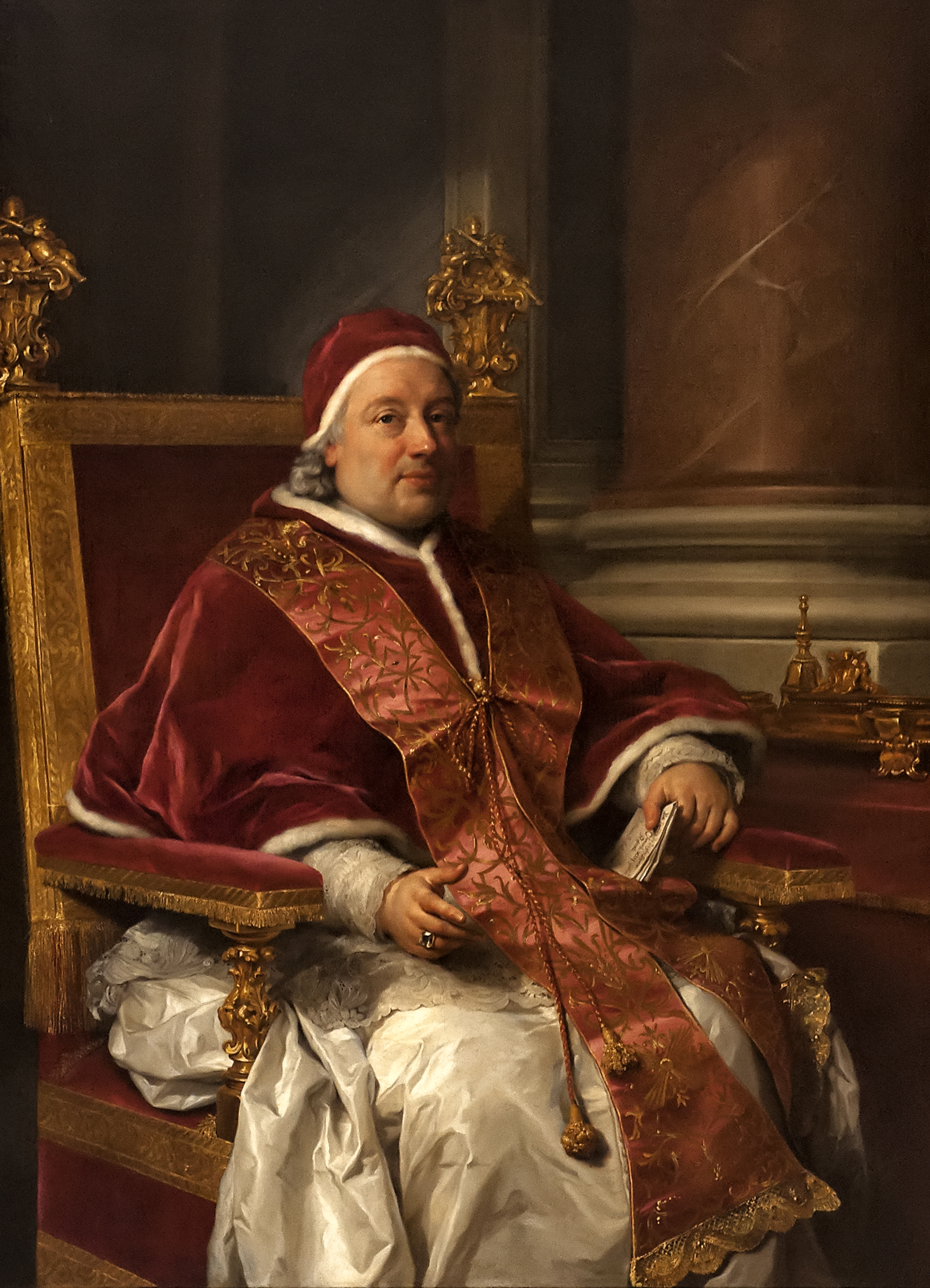
Clemente XIII ritratto da Anton Raphael Mengs nel 1758

Nel concistoro del 26 novembre 1753, venne creato cardinale, ma fu poi l'imperatore Francesco I a imporgli la berretta cardinalizia (giunta a Vienna per mano del conte Petroni), in virtù del privilegio accordato agli imperatori di imporre la berretta cardinalizia ai nunzi apostolici in residenza presso di loro. Il 22 luglio 1754 ricevette il titolo di Santo Stefano al Monte Celio divenendo anche protettore dell'Ordine degli Agostiniani. Legato a Bologna dal 16 settembre 1754, la legazione gli venne prorogata per un triennio sino al 3 gennaio 1757. Prese parte quindi al conclave del 1758 che elesse a pontefice Clemente XIII ed il nuovo eletto gli prorogò ulteriormente la legazione a Bologna sino al 1761. Divenne nel frattempo protettore della Congregazione lombarda degli Osservanti dell'Ordine di San Girolamo dal 25 gennaio 1763. Il 21 marzo 1763 optò per il titolo di Santa Maria in Trastevere.
Il 16 maggio 1763 optò per l'ordine dei cardinali vescovi e per la sede suburbicaria di Albano. Quando papa Clemente XIII stava per celebrare il concistoro del 26 settembre 1766 e il Serbelloni vide che tra la lista dei nuovi cardinali non figurava l'amico Mario Marefoschi, egli si recò personalmente dal pontefice a protestare vivamente per questa grave mancanza, annunciando a Clemente XIII che non avrebbe preso parte al concistoro stesso e che sarebbe stato assente dalla curia romana per alcuni giorni in segno di protesta. Prese poi parte al conclave del 1769 ove uscì eletto papa Clemente XIV, Il 18 aprile 1774 divenne vescovo di Ostia e Velletri.. Partecipò al conclave del 1774-1775 che elesse papa Pio VI. Divenne abate commendatario delle abbazie di San Lanfranco presso Parma e San Dionigi presso Milano, da cui ebbe laute rendite.

### Morte

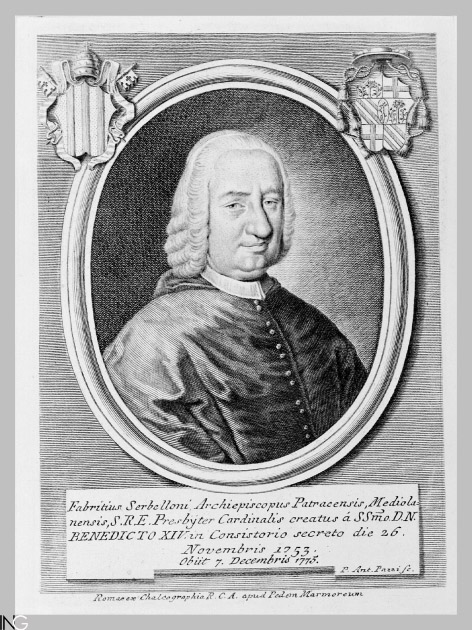
Il cardinal Fabrizio Serbelloni in una stampa d'epoca

Morì a Roma il 7 dicembre 1775 e la sua salma venne esposta e poi sepolta nella basilica dei Santi Ambrogio e Carlo al Corso, chiesa nazionale dei milanesi.
Al suo funerale prese parte il Papa e il Sacro Collegio riunito.

## Genealogia episcopale e successione apostolica
La genealogia episcopale è:
- Cardinale Scipione Rebiba
- Cardinale Giulio Antonio Santori
- Cardinale Girolamo Bernerio, O.P.
- Arcivescovo Galeazzo Sanvitale
- Cardinale Ludovico Ludovisi
- Cardinale Luigi Caetani
- Cardinale Ulderico Carpegna
- Cardinale Paluzzo Paluzzi Altieri degli Albertoni
- Papa Benedetto XIII
- Vescovo Vincenzo Antonio Maria Muscetolla
- Cardinale Fabrizio Serbelloni

La successione apostolica è:
- Vescovo Teodor Kazimierz Czartoryski (1739)

## Ascendenza
|                                                         |                                                              |                                                     | Genitori                                                    |  |  | Nonni |  |  | Bisnonni                                     |  |  | Trisnonni                                            |  |
|                                                         |                                                              |                                                     |                                                             |  |  |       |  |  | Giovanni Serbelloni, II conte di Castiglione |  |  | Giovanni Battista Serbelloni, I conte di Castiglione |  |
|                                                         |                                                              |                                                     |                                                             |  |  |       |  |  | Giovanni Serbelloni, II conte di Castiglione |  |  | Giovanni Battista Serbelloni, I conte di Castiglione |  |
|                                                         |                                                              | Ottavia Balbi                                       |                                                             |  |  |       |  |  | Giovanni Serbelloni, II conte di Castiglione |  |  |                                                      |  |
| Gabrio Serbelloni, I duca di San Gabrio                 |                                                              |                                                     |                                                             |  |  |       |  |  | Giovanni Serbelloni, II conte di Castiglione |  |  |                                                      |  |
|                                                         |                                                              | Luigia de Marini                                    | Gian Girolamo de Marini, II marchese di Castelnuovo Scrivia |  |  |       |  |  |                                              |  |  |                                                      |  |
|                                                         |                                                              | Luigia de Marini                                    | Gian Girolamo de Marini, II marchese di Castelnuovo Scrivia |  |  |       |  |  |                                              |  |  |                                                      |  |
|                                                         |                                                              | Luigia de Marini                                    | Cecilia Grimaldi                                            |  |  |       |  |  |                                              |  |  |                                                      |  |
| Giovanni Serbelloni, II duca di San Gabrio              |                                                              | Luigia de Marini                                    |                                                             |  |  |       |  |  |                                              |  |  |                                                      |  |
|                                                         |                                                              | Ludovico Lante Montefeltro della Rovere             | Marcantonio Lante, marchese di San Lorenzo e Monteleone     |  |  |       |  |  |                                              |  |  |                                                      |  |
|                                                         |                                                              | Ludovico Lante Montefeltro della Rovere             | Marcantonio Lante, marchese di San Lorenzo e Monteleone     |  |  |       |  |  |                                              |  |  |                                                      |  |
|                                                         |                                                              | Ludovico Lante Montefeltro della Rovere             | Livia Montefeltro Della Rovere                              |  |  |       |  |  |                                              |  |  |                                                      |  |
| Livia Lante Montefeltro della Rovere                    |                                                              | Ludovico Lante Montefeltro della Rovere             |                                                             |  |  |       |  |  |                                              |  |  |                                                      |  |
|                                                         |                                                              | Olimpia Cesi                                        | Federico Cesi, II duca di Acquasparta                       |  |  |       |  |  |                                              |  |  |                                                      |  |
|                                                         |                                                              | Olimpia Cesi                                        | Federico Cesi, II duca di Acquasparta                       |  |  |       |  |  |                                              |  |  |                                                      |  |
|                                                         |                                                              | Olimpia Cesi                                        | Isabella Salviati                                           |  |  |       |  |  |                                              |  |  |                                                      |  |
| Fabrizio Serbelloni                                     |                                                              | Olimpia Cesi                                        |                                                             |  |  |       |  |  |                                              |  |  |                                                      |  |
|                                                         | Gian Galeazzo Trotti Bentivoglio, II conte di Casal Cermello | Luigi Trotti Bentivoglio, I conte di Casal Cermello |                                                             |  |  |       |  |  |                                              |  |  |                                                      |  |
|                                                         | Gian Galeazzo Trotti Bentivoglio, II conte di Casal Cermello | Luigi Trotti Bentivoglio, I conte di Casal Cermello |                                                             |  |  |       |  |  |                                              |  |  |                                                      |  |
|                                                         | Gian Galeazzo Trotti Bentivoglio, II conte di Casal Cermello | Cinzia Fara                                         |                                                             |  |  |       |  |  |                                              |  |  |                                                      |  |
| Antonio Trotti Bentivoglio, III conte di Casal Cermello | Gian Galeazzo Trotti Bentivoglio, II conte di Casal Cermello |                                                     |                                                             |  |  |       |  |  |                                              |  |  |                                                      |  |
|                                                         |                                                              | Paola Cuttica                                       | Lorenzo Cuttica                                             |  |  |       |  |  |                                              |  |  |                                                      |  |
|                                                         |                                                              | Paola Cuttica                                       | Lorenzo Cuttica                                             |  |  |       |  |  |                                              |  |  |                                                      |  |
|                                                         |                                                              | Paola Cuttica                                       | …                                                           |  |  |       |  |  |                                              |  |  |                                                      |  |
| Maria Giulia Trotti Bentivoglio                         |                                                              | Paola Cuttica                                       |                                                             |  |  |       |  |  |                                              |  |  |                                                      |  |
|                                                         |                                                              | Agostino Litta, III marchese di Gambolò             | Pompeo Litta, II marchese di Gambolò                        |  |  |       |  |  |                                              |  |  |                                                      |  |
|                                                         |                                                              | Agostino Litta, III marchese di Gambolò             | Pompeo Litta, II marchese di Gambolò                        |  |  |       |  |  |                                              |  |  |                                                      |  |
|                                                         |                                                              | Agostino Litta, III marchese di Gambolò             | Lucia Cusani                                                |  |  |       |  |  |                                              |  |  |                                                      |  |
| Costanza Litta                                          |                                                              | Agostino Litta, III marchese di Gambolò             |                                                             |  |  |       |  |  |                                              |  |  |                                                      |  |
|                                                         |                                                              | Maria Ferrer                                        | Antonio Ferrer                                              |  |  |       |  |  |                                              |  |  |                                                      |  |
|                                                         |                                                              | Maria Ferrer                                        | Antonio Ferrer                                              |  |  |       |  |  |                                              |  |  |                                                      |  |
|                                                         |                                                              | Maria Ferrer                                        | Cridonia Marina Gualtieri                                   |  |  |       |  |  |                                              |  |  |                                                      |  |
|                                                         |                                                              | Maria Ferrer                                        |                                                             |  |  |       |  |  |                                              |  |  |                                                      |  |